# جرج هنشل

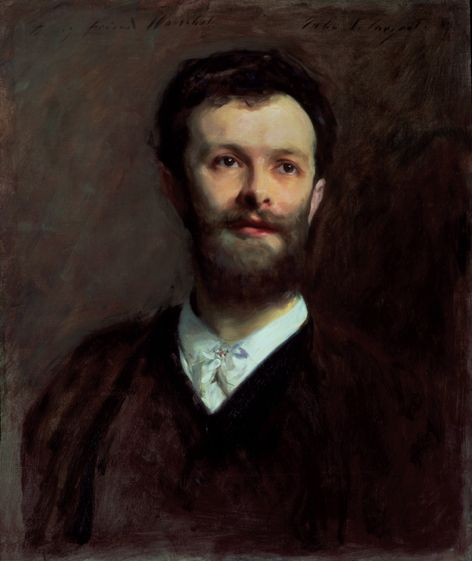
تصویری از جرج هنشل، اثرِ جان سینگر سارجنت، ۱۸۸۹

سِر ایزیدور جرج هنشل (انگلیسی: George Henschel؛ ۱۸ فوریهٔ ۱۸۵۰ – ۱۰ سپتامبر ۱۹۳۴) رهبر ارکستر، آهنگساز، خواننده و نوازنده پیانو آلمانی‌الاصل اهل انگلستان بود.
نخستین اجرای پیانوی او در سال ۱۸۶۲ در برلین بود. سپس به خوانندگی روی آورد و ابتدا با صدای باس عمیق و بعد در نقش یک باریتون به اجرای برنامه پرداخت و در سال ۱۸۶۲ میلادی نقشِ «هانس زاکس» را اپرای سه‌پرده‌ای «استادان آواز نورنبرگ» ایفا نمود.
وی از دوستان نزدیک یوهانس برامس بود و این دوستی، تا زمان مرگ برامس ادامه داشت و هنشل در خاطراتش نوشته است که تنها چند ساعت بعد از مرگ برامس بود که به وین و بالین او رسید. بدین ترتیب آخرین دیدار ایندو، به ۱۸۹۶ میلادی باز می‌گردد که در رستورانی در لایپزیگ با حضور ادوارد گریگ و آرتور نیکیش با یکدیگر دیدار کردند.
هنشل رهبر ارکستر برجسته‌ای هم بود و نخستین رهبر «ارکستر سمفونیک بوستون» در سال ۱۸۸۱ میلادی محسوب می‌شود.
وی در سال ۱۹۱۴ میلادی لقبِ شوالیه دریافت نمود و بعدها به تدریس در مدرسه جولیارد مشغول شد.